# Elezioni regionali in Calabria del 1990
Le elezioni regionali in Calabria del 1990 si tennero il 6-7 maggio.

## Risultati elettorali
| Liste                                                  | Voti      | %     | Seggi |
| ------------------------------------------------------ | --------- | ----- | ----- |
| Democrazia Cristiana (DC)                              | 451.337   | 38,16 | 16    |
| Partito Socialista Italiano (PSI)                      | 263.807   | 22,30 | 9     |
| Partito Comunista Italiano (PCI)                       | 230.012   | 19,45 | 8     |
| Partito Socialista Democratico Italiano (PSDI)         | 69.045    | 5,84  | 2     |
| Movimento Sociale Italiano - Destra Nazionale (MSI-DN) | 50.605    | 4,28  | 2     |
| Partito Repubblicano Italiano (PRI)                    | 34.160    | 2,89  | 1     |
| Partito Liberale Italiano (PLI)                        | 24.101    | 2,01  | 1     |
| Democrazia Proletaria (DP)                             | 14.003    | 1,18  | 1     |
| Caccia Pesca Ambiente (CPA)                            | 13.599    | 1,15  | -     |
| Lista Verde (LV)                                       | 13.030    | 1,10  | -     |
| Verdi Arcobaleno (VA)                                  | 11.028    | 0,93  | -     |
| Antiproibizionisti sulla Droga                         | 5.142     | 0,43  | -     |
| Lega Sud Calabria                                      | 2.928     | 0,25  | -     |
| Totale                                                 | 1.182.797 |       | 40    |

| Riepilogo dei seggi | Riepilogo dei seggi | Riepilogo dei seggi | Riepilogo dei seggi | Riepilogo dei seggi | Riepilogo dei seggi | Riepilogo dei seggi |
| ------------------- | ------------------- | ------------------- | ------------------- | ------------------- | ------------------- | ------------------- |
|                     |                     |                     |                     |                     |                     |                     |
| DP                  | 1                   | ━                   |                     | PCI                 | 8                   | ▼ 2                 |
| PSI                 | 9                   | ▲ 1                 |                     | PSDI                | 2                   | ━                   |
| PRI                 | 1                   | ━                   |                     | DC                  | 16                  | ━                   |
| PLI                 | 1                   | ▲ 1                 |                     | MSI-DN              | 2                   | ━                   |